# Stevan Jelovac
Stevan Jelovac (in serbo Стеван Јеловац?; Novi Sad, 8 luglio 1989 – Belgrado, 5 dicembre 2021) è stato un cestista serbo.

## Biografia
È morto il 5 dicembre 2021 all'età di 32 anni a causa delle complicazioni avute in seguito a un ictus, che lo aveva colpito il 14 novembre durante un allenamento.